# دیک سیگموند
دیک سیگموند (هلندی: Dick Sigmond; ۲۲ مهٔ ۱۸۹۷ – ۲۲ فوریهٔ ۱۹۵۰) بازیکن فوتبال اهل هلند بود.
وی همچنین در تیم ملی فوتبال هلند بازی کرده‌است.